# Matzerath
Matzerath é um município da Alemanha localizado no distrito (Kreis ou Landkreis) de Bitburg-Prüm, na associação municipal de Verbandsgemeinde Prüm, no estado da Renânia-Palatinado.

## População
| - 1815 – 40 - 1835 – 78 - 1871 – 86 - 1905 – 96 - 1939 – 112 - 1950 – 109 | - 1961 – 98 - 1965 – 96 - 1970 – 85 - 1975 – 89 - 1980 – 89 - 1985 – 93 | - 1987 – 87 - 1990 – 71 - 1995 – 67 - 2000 – 62 - 2005 – 51 |